# 水馬
水馬（すいば）は、ウマに乗って水を渡る、江戸時代、江戸幕府の年中行事のひとつ。
馬川渡、馬渡ともいう。

## 概略
6、7月ころ、書院番、御小姓番、大番、ならびに鶴見、曲木、諏訪部、浦部4箇所の厩付の諸士および田安、一橋、清水の三卿付の諸士らが、数名ないし十数名出動し、隅田川すじでおこなわれた。
騎者は晒麻布を太白糸で縫ってつくった白、紺、浅黄などの、家紋を染め出した水半纏を着用し、ウマには麻の水腹帯をかたく締め、まずウマの平首（ひらくび）の右方に沿って水中にひきいれ、その足のたたないところにくると臀後にしりぞき、腹帯の輪にとりそえた手綱を操ってうちわたした。
熟練の騎者は水半纏のうえに短い水袴を着て、ウマにも水鞍と水鎧をつけ、ウマの足のたたないところにくると平首に沿って下り、轡をとりたすけてすすみ、臀後にしりぞいてうちわたし、対岸のウマの足の立つところにいってふたたびウマに乗った。最熟練者は、甲冑を着たままこれをおこなった。
将軍の上覧があるときはこれを「水馬上覧」といい、これは享保20年（1735年）7月13日将軍徳川吉宗の上覧にはじまった。このときは朱塗りの御用船をだして警固にあたらせたという。
旧日本軍の騎兵科の教練にも水馬がおこなわれ、水中騎兵練習として重視されていた。